# Линдлар
Линдлар (њем. Lindlar) општина је у њемачкој савезној држави Северна Рајна-Вестфалија. Једно је од 13 општинских средишта округа Обербергиш. Према процјени из 2010. у општини је живјело 22.328 становника. Посједује регионалну шифру (AGS) 5374020, NUTS (DEA2A) и LOCODE (DE LDR) код.

## Географски и демографски подаци
Линдлар се налази у савезној држави Северна Рајна-Вестфалија у округу Обербергиш. Општина се налази на надморској висини од 220-376 метара. Површина општине износи 85,9 km². У самом мјесту је, према процјени из 2010. године, живјело 22.328 становника. Просјечна густина становништва износи 260 становника/km².

## Међународна сарадња
| Мјесто    | Држава               | Врста сарадње | Од    |
| --------- | -------------------- | ------------- | ----- |
| Шафтсбери | Уједињено Краљевство | партнерство   | 1981. |
| Брион     | Француска            | партнерство   | 1983. |
| Каштела   | Хрватска             | партнерство   | 1987. |
| Извор     |                      |               |       |